# Walter Döhner
Walter Karl Ernst Döhner (* 22. April 1919 in Bad Dürrheim; † 8. April 2003) war ein deutscher Arzt, Psychiater, Hochschullehrer. Von 1961 bis 1971 leitete er als ärztlicher Direktor das Landeskrankenhaus für Kinder- und Jugendpsychiatrie Schleswig-Hesterberg und lehrte zugleich von 1961 bis 1974 als Professor für Neurologie und Psychiatrie an der Christian-Albrechts-Universität zu Kiel.

## Leben
Walter Döhner wurde als Sohn des Arztes Bernhard Döhner und dessen Frau Clara, geb. Hermann, im badischen Bad Dürrheim geboren. Seit 1929 besuchte er das staatliche Kaiser-Wilhelm-Gymnasium in Hannover, an dem er 1937 das Abitur bestand. Nach Erfüllung seiner Arbeitsdienstpflicht trat Döhner im November 1937 als Sanitätsfahnenjunker in das I.R.59 in Hildesheim ein und begann im Sommersemester 1938 sein Medizinstudium an der Universität Berlin. Dort bestand er im März 1939 das Vorphysikum und im Frühjahr 1940 das Physikum. Die klinischen Semester absolvierte er in Königsberg, München, Göttingen und Berlin. Während des Russlandfeldzuges war Döhner als Hilfsarzt bei einem Infanterie-Bataillon eingesetzt und wurde 1941 durch einen Granatsplitter verletzt. Ende November 1943 bestand er an der Universität Berlin das medizinische Staatsexamen und wurde im Januar 1944 an der Universität Göttingen mit einer von Gerhard Okonek betreuten Arbeit über Die Bewertung des bluthaltigen Liquors bei der Hirnerschütterung zum Dr. med. promoviert. Von 1944 bis 1945 war Döhner Stationsarzt in Breslau und Halle/Saale; von 1945 bis 1961 wissenschaftlicher Assistent für Psychiatrie und Neurologie in den Nervenkliniken der Universitäten Halle/Saale (1945–1951), Düsseldorf (1951–1954) und Kiel (1954–1961) tätig, bevor er sich 1955 in Kiel mit einer Arbeit über Psychogene Reaktionen nach Kopfunfällen habilitierte. 1961 übernahm er die ärztliche Leitung des Landeskrankenhauses für Kinder- und Jugendpsychiatrie in Schleswig-Hesterberg und lehrte bis 1974 als Professor für Neurologie und Psychiatrie an der Universität Kiel.

## Veröffentlichungen
- Die Bewertung des bluthaltigen Liquors bei der Hirnerschütterung. (Göttingen, Univ., Diss., 1943).
- Psychogene Reaktionen nach Kopfunfällen. (Kiel, Univ., Habil.-Schr., 1955).